# Palau Correr Contarini Zorzi
El Palau Correr Contarini Zorzi, amb vistes al Gran Canal entre el Palau Querini Papozze i el Palau Gritti, és un edifici de Venècia situat al barri de Cannaregio. El palau també és conegut com a Ca' dei Cuori, donada la presència d'aquest últim en alguns escuts de ferro forjat de la façana.

## Història
Construït el 1678 sobre el lloc d'un antic palau gòtic, del qual només es conserven les columnes de les cantonades, va esdevenir la residència de moltes famílies nobles: erigit per la família Correr, va passar després a les famílies Soranzo, Zorzi i Contarini. En aquest palau va viure Antonio Correr, conegut per ser un dels pocs patricis que es van negar a portar perruca, cosa que aleshores es considerava un símbol d'estatus propi de les classes nobles. Giovanni di Sebastiano hi va viure cap al 1840: al segle següent, quan el palau pertanyia a la família de Mombell, es va afegir la terrassa que conclou la façana.

## Arquitectura
El palau, que domina de forma monumental el Gran Canal amb una majestuosa façana del segle XVII, es caracteritza per la presència de dos imponents portals d'aigua monumentals, marcats per claus de volta i compostos per una obertura principal envoltada de quatre petites finestres quadrangulars: la seva posició central, però, no és respectada per les obertures dels pisos superiors.
Hi ha dues plantes principals, d'igual importància i del mateix disseny: es caracteritzen per la presència d'una finestra trifàl·lica d'arc de mig punt amb un petit balcó, desplaçada a l'esquerra i flanquejada per parells de finestres monofàl·liques, que també continuen en part de la façana lateral. Les bandes de pedra d'Ístria destaquen la disposició simètrica i harmoniosa dels elements, emfatitzant especialment la precisió del disseny. Un altre element realment remarcable és sens dubte la balustrada blanca, que delimita una gran terrassa i està sostinguda per un marc dentada. A l'interior hi ha frescos neoclàssics.